# Linz
Linz este un oraș situat în nord-vestul Austriei, pe Dunăre. Este capitala statului Austria Superioară (Oberösterreich) și cu o populație de 207.821 locuitori (1 ianuarie 2021), este al treilea oraș ca număr de locuitori din Austria. În 2009 a fost Capitală Europeană a Culturii.

## Districte
Linz este împărțit în 12 districte.
-Ebelsberg
-Pichling
-Neue Heimat
-Kleinmünchen, Scharlinz
-Franckviertel, Hafenviertel
-Bindermichl, Spallerhof, Oed
-Bulgariplatz
-Freinberg, Froschberg, Bahnhofsviertel
-Linz-Zentrum
-Uhrfahr-Zentrum, Pöstlingberg
-Dornach, Auhof, Magdalena
-Gründberg, Harbach, Heilham

## Istorie
Orașul a fost fondat de către romani, care l-au numit Lentia.
Primele mențiuni ale orașului Linz (vechea Lentia) ca târg de schimb datează din anul 788. Datorită situării sale favorabile la răscrucea unor căi de comunicație, orașul de pe Dunăre a devenit, încă din secolul al X-lea, un important centru comercial. 
La început, a aparținut Bavariei Babenbergilor. În cele din urmă însă, Linzul împreună cu Austria Superioară a intrat în posesia Casei de Habsburg, care și-a ridicat aici o reședință.
Compozitorul Wolfgang Amadeus Mozart a scris Simfonia a 36-a (1783) în Linz pentru un concert ce trebuia să aibă loc aici, lucrarea fiind astăzi cunoscută ca și Simfonia Linzului. Prima versiune a Simfoniei 1 în Do minor a lui Anton Bruckner este cunoscută ca și versiunea Linzului.
Adolf Hitler a mers la școală ("Fadingergymnasium") în Linz, dar a plecat înainte să o termine, schimbând școala cu una din Steyr, Austria Superioară.

## Clima
| Date climatice pentru Linz                               | Date climatice pentru Linz | Date climatice pentru Linz | Date climatice pentru Linz | Date climatice pentru Linz | Date climatice pentru Linz | Date climatice pentru Linz | Date climatice pentru Linz | Date climatice pentru Linz | Date climatice pentru Linz | Date climatice pentru Linz | Date climatice pentru Linz | Date climatice pentru Linz | Date climatice pentru Linz |
| Luna                                                     | Ian                        | Feb                        | Mar                        | Apr                        | Mai                        | Iun                        | Iul                        | Aug                        | Sep                        | Oct                        | Nov                        | Dec                        | Anual                      |
| -------------------------------------------------------- | -------------------------- | -------------------------- | -------------------------- | -------------------------- | -------------------------- | -------------------------- | -------------------------- | -------------------------- | -------------------------- | -------------------------- | -------------------------- | -------------------------- | -------------------------- |
| Maxima medie °C (°F)                                     | 2.0 (35,6)                 | 4.3 (39,7)                 | 9.9 (49,8)                 | 14.6 (58,3)                | 20.4 (68,7)                | 22.7 (72,9)                | 24.8 (76,6)                | 24.5 (76,1)                | 19.7 (67,5)                | 14.1 (57,4)                | 6.6 (43,9)                 | 3.1 (37,6)                 | 13,9 (57)                  |
| Media zilnică °C (°F)                                    | −0.7 (30,7)                | 0.7 (33,3)                 | 5.1 (41,2)                 | 9.3 (48,7)                 | 14.6 (58,3)                | 17.3 (63,1)                | 19.1 (66,4)                | 18.7 (65,7)                | 14.4 (57,9)                | 9.4 (48,9)                 | 3.8 (38,8)                 | 0.6 (33,1)                 | 9,4 (48,9)                 |
| Minima medie °C (°F)                                     | −2.8 (27)                  | −1.7 (28,9)                | 1.7 (35,1)                 | 5.1 (41,2)                 | 9.8 (49,6)                 | 12.6 (54,7)                | 14.4 (57,9)                | 14.2 (57,6)                | 10.7 (51,3)                | 6.3 (43,3)                 | 1.7 (35,1)                 | −1.2 (29,8)                | 5,9 (42,6)                 |
| Minima istorică °C (°F)                                  | −22 (−7.6)                 | −18 (−0.4)                 | −18.7 (−1.7)               | −2.4 (27,7)                | −0.7 (30,7)                | 4.1 (39,4)                 | 7.3 (45,1)                 | 6.1 (43)                   | 1.6 (34,9)                 | −4.5 (23,9)                | −10.6 (12,9)               | −17.6 (0,3)                | −22 (−7,6)                 |
| Precipitații mm (inches)                                 | 59.7 (2.35)                | 48.4 (1.906)               | 64.2 (2.528)               | 63.8 (2.512)               | 70.9 (2.791)               | 91.2 (3.591)               | 107.0 (4.213)              | 83.9 (3.303)               | 63.2 (2.488)               | 52.3 (2.059)               | 62.1 (2.445)               | 65.7 (2.587)               | 832,4 (32,772)             |
| Zăpadă cm (inches)                                       | 17.5 (6.89)                | 13.1 (5.16)                | 6.0 (2.36)                 | 0.6 (0.24)                 | 0.0 (0)                    | 0.0 (0)                    | 0.0 (0)                    | 0.0 (0)                    | 0.0 (0)                    | 0.0 (0)                    | 4.9 (1.93)                 | 12.0 (4.72)                | 54,1 (21,3)                |
| Nr. de zile cu precipitații (≥ 1.0 mm)                   | 10.8                       | 9.7                        | 10.7                       | 10.5                       | 10.2                       | 12.0                       | 12.1                       | 10.3                       | 9.2                        | 7.7                        | 10.4                       | 11.5                       | 125,1                      |
| Nr. mediu de zile cu ninsoare (≥ 1.0 cm)                 | 14.8                       | 10.0                       | 3.4                        | 0.2                        | 0.0                        | 0.0                        | 0.0                        | 0.0                        | 0.0                        | 0.0                        | 2.9                        | 9.1                        | 40,4                       |
| Ore însorite                                             | 49.3                       | 93.5                       | 119.3                      | 171.4                      | 234.7                      | 222.6                      | 238.6                      | 236.2                      | 172.6                      | 110.3                      | 49.2                       | 43.4                       | 1.741,1                    |
| Sursă: Central Institute for Meteorology and Geodynamics |                            |                            |                            |                            |                            |                            |                            |                            |                            |                            |                            |                            |                            |

## Galerie de imagini

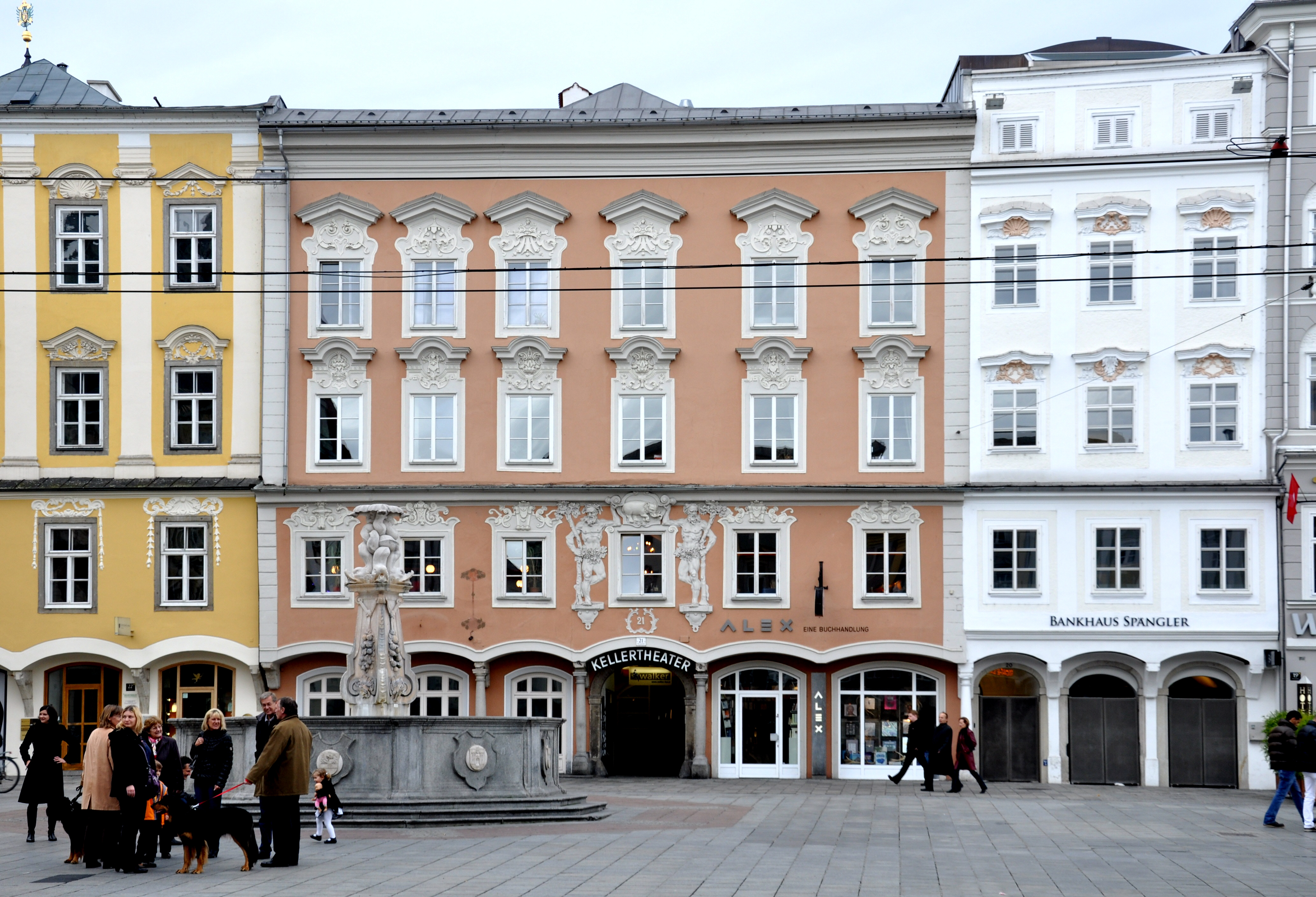
Kellertheater
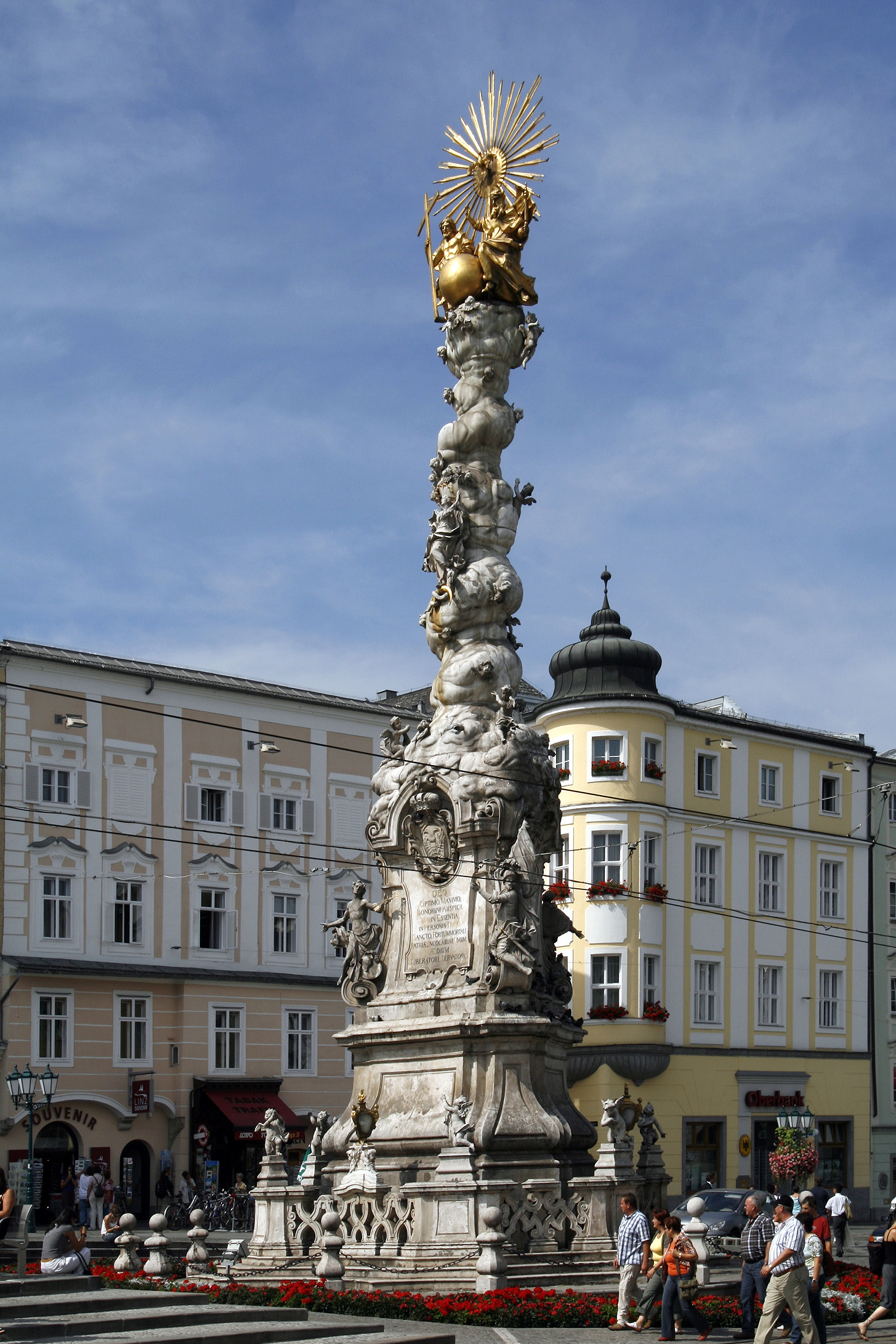
Coloana ciumei (Pestsäule)
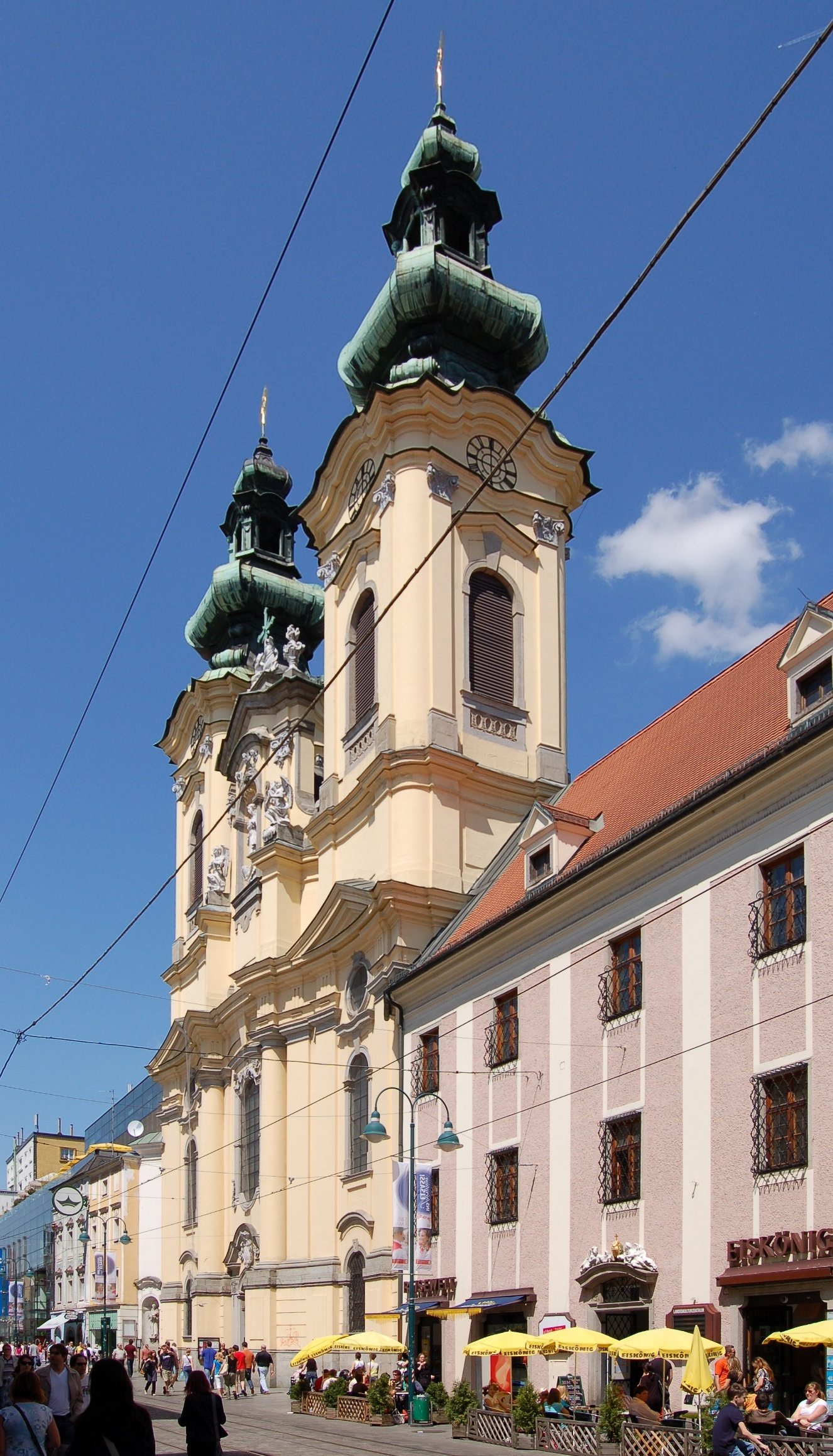
Biserica ursulinelor

## Infrastructură
Linz are școli numeroase precum și diferite spitale și clinici, cum ar fi Johannes Kepler Universitätsklinikum, UKH și Barmherzige Brüder.
Transportul în comun este compus din 4 linii de metrou ușor, o linie de tramvai care urcă pe munte și 47 de linii de bus. Ele sunt operate de Linz AG Linien. Pe lângă acestea mai trec diverse autobuzuri regionale prin oraș. Toate aceste companii sunt unite în Oberösterreichischer Verkehrsverbund.